# 艾麗卡·喬丹
艾麗卡·喬丹（英語：Erika Jordan，1979年7月30日—）是一位美國女色情演員和模特兒。此外，喬丹也是名性別專欄作家。
除了成人電影外，她也出演過數部主流電影，如《愛愛全都錄》（2012年）、《急速獵殺》（2014年）、《玩命賭徒》（2014年）和《行動代號比基尼》（2015年）。

## 早期生活
艾麗卡·喬丹出生於巴伐利亞的安斯巴赫。幼年時期，她和家人搬至美國的亞利桑那州，並在那裡接受教育。18歲時，喬丹搬至加利福尼亞州的洛杉磯，並開始打算進入演藝業。此外，她還是經過認證的健身教練。
2017年4月，她被發現養一隻寵物犬。

## 外部連結
- 艾麗卡·喬丹在互联网电影资料库（IMDb）上的資料（英文）
- Erika Jordan在網際網路成人電影資料庫